# Războieni
Războieni è un comune della Romania di 2 296 abitanti, ubicato nel distretto di Neamț, nella regione storica della Moldavia. 
Il comune è formato dall'unione di 5 villaggi: Borșeni, Războieni, Războienii de Jos, Valea Albă, Valea Mare.

## Storia
Fu insediamento militare romano di un'unità ausiliaria a partire dal II secolo.